# Стефан Јакшић
Стефан Јакшић (око 1432 — 1489) је био српски племић и војвода у Српској деспотовини и Краљевини Угарској. Као син војводе Јакше Брежичића, који је био у служби српског деспота Ђурђа Бранковића, Стефан је заједно са братом Дмитром наследио породичне поседе, које је око 1464. године напустио, ради преласка у Угарску, где се заједно са братом прославио у борбама против Турака, тако да су ликови браће Јакшића остали упамћени у српској епској књижевности.

## Биографија
Стефан Јакшић је у Српској деспотовини имао имања у околини Јагодине. Године 1464. Стефан је са својим братом Дмитром и ратницима прешао у Угарску краљевину. код краља Матије Корвина. Стефан Јакшић је од угарског краља Матеја Корвина и за верну службу и ратне заслуге добио је поседе у разним крајевима Угарске, која су обухватали 82 села, као и породични дворац  у Надлаку. Стефан је након краће болести преминуо 1489. године.

## Потомство
| Потомство Стефана Јакшића (1432—1489) и Милице (жива и 1506. године). |               |        |                                                           |                                                           |
| Рб.                                                                   | Име           | Рођење | Смрт                                                      | У браку са                                                |
| 1                                                                     | Стефан Јакшић | 1468   | 1520                                                      |                                                           |
| 2                                                                     | Јелена Јакшић | 1470   | 1529                                                      | Јован Бранковић (1445—1502) Иваниш Бериславић (1460—1514) |
| 3                                                                     | Ана Јакшић    | 1473   | 1547 Тројице-Сергијева лавра Сергијев Посад Руско царство | Василиј Лвович Глински (1465—1515)                        |
| 5                                                                     | Ирина Јакшић  | 1477   | 1550                                                      |                                                           |
| 6                                                                     | Марко Јакшић  | 1480   | 1537                                                      |                                                           |
| 4                                                                     | Дмитар Јакшић | 1490   | 1574                                                      |                                                           |